# The Teaches of Peaches
The Teaches of Peaches è il secondo album in studio della cantautrice canadese Peaches, pubblicato nel 2000. Si tratta del primo disco pubblicato con lo pseudonimo Peaches.

## Tracce
1. Fuck the Pain Away – 4:08
2. AA XXX – 4:30
3. Rock Show – 2:10
4. Set It Off – 3:15
5. Cum Undun – 4:20
6. Diddle My Skittle – 4:37
7. Hot Rod – 4:43
8. Lovertits – 4:42
9. Suck and Let Go – 6:27
10. Sucker – 3:37
11. Felix Partz – 4:28